# Nesle-Hodeng
Nesle-Hodeng è un comune francese di 315 abitanti situato nel dipartimento della Senna Marittima nella regione della Normandia.

## Società

### Evoluzione demografica
Abitanti censiti